# Boarmiini
Boarmiini, llamada también Cleorini es una  tribu de polillas geométridas pertenecientes a la subfamilia Ennominae. Los Boarmiini son la tribu más rica en especies de Ennominae. En muchas áreas representan casi la mitad de la fauna de la subfamilia. La tribu contiene más de 150 géneros y 5000 especies a nivel mundial, siendo particularmente diversa en las regiones paleática y oriental. Los Boarmiini se encuentran en todas las áreas biogeográficas excepto la Antártida, pero están pobremente representados en las áreas más septentrionales del hemisferio norte.
La tribu Boarmiini a veces se amplíla incluyendo en ella a las tribus Bistonini, Bupalini, Erannini, Gnophini, Melanolophini, Phaseliini y Theriini. Dicha sinonimia es respaldada por datos moleculares.

## Descripción

### Polillas
En sentido estricto, Boarmiini son polillas típicamente delgadas que descansan con las alas extendidas de forma plana y no insertan sus alas traseras debajo de las delanteras mientras están en reposo. Por lo general, tienen colores crípticos y son más bien oscuros, con predominancia de matices gris parduzcos. En muchas especies hay dos o tres bandas onduladas débiles que se extienden a través de las alas y forman un semicírculo rugoso cuando las polillas están en reposo. Aunque todos tienen gran similitud en cuanto a su biología, hay algunos caracteres inequívocos que pueden usarse fácilmente para reconocer a los miembros adultos de esta tribu. Las hembras de muchas especies tienen un ovipositor notablemente largo para ocultar los típicos huevos de cáscara blanda. La valva y el arpe (o "abrazadera") de los genitales masculinos son muy complejos en casi todas las especies y a menudo presentan diversas extensiones. La yuxta suele estar bien desarrollada, ser grande y alargada. Sus orugas rara vez son regordetas y algunas imitan ramitas u hojas delgadas.

### Huevos
Los huevos de todas estas polillas geómetras tienen las células coriales dispuestas en filas longitudinales, lo que caracteriza a la tribu. Los huevos de Boarmiini en sentido estricto suelen tener una forma típica delgada y estrecha, con un corion blando que consiste en células poligonales de paredes gruesas pero sin estrías. Sin embargo, en el género Cleora, por ejemplo, los huevos se aproximan a la forma de paredes anchas que se encuentra en muchos géneros Bistonini. Esto aumenta la incertidumbre es el hecho de que las Alsophilinae, generalmente consideradas una pequeña subfamilia, podrían ser un linaje especializado de Boarmiini. Aunque las orugas de Alsophilinae son bastante diferentes, sus pupas tienen un cremáster peculiar en forma de T, muy parecido al de las orugas de Boarmiini.

### Géneros seleccionados

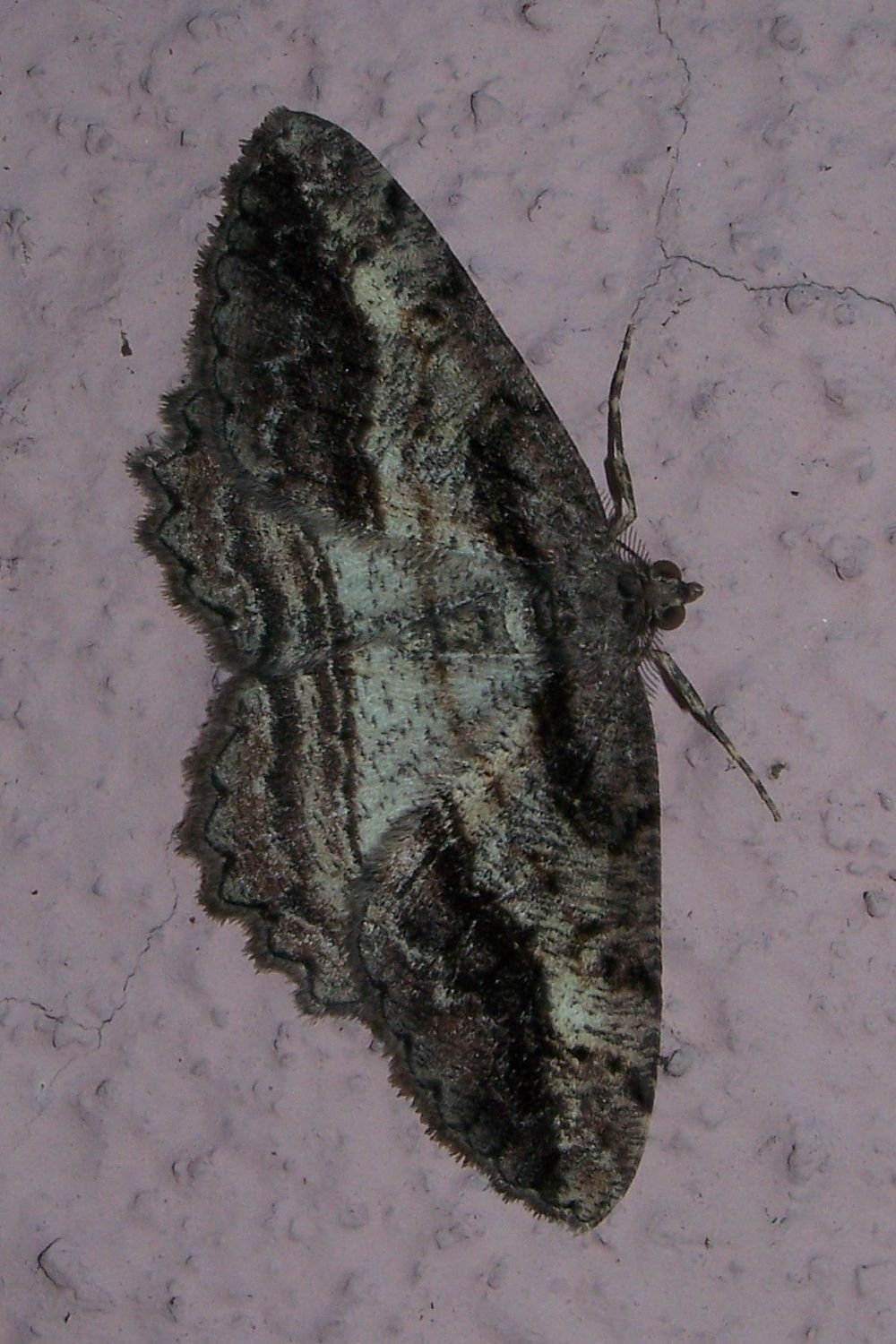
Macho adulto de Neoalcis californiaria, una de las muchas especies ubicadas sólo provisionalmente en Boarmiini

En vista que numerosos géneros Ennominae aún no han sido asignados inequívocamente a una tribu, la lista de géneros bajo Boarmiini es preliminar.
- Abaciscus
- Acrotomodes
- Adactylotis[5]: Notas 1
- Aethalura
- Afriberina[5]: Notas 1
- Alcis
- Amblychia
- Amraica
- Anacamptodes[5]: Notas 1
- Anacleora
- Anavinemina
- Anavitrinella
- Antiphoides
- Apheloceros
- Apophyga
- Arichanna
- Ascotis
- Astalotesia
- Ateloptila
- Athroolopha[5]: Notas 1
- Biclavigera
- Blepharoctenucha
- Boarmacaria
- Bornealcis
- Bracca
- Bryoptera
- Calamodes[5]: Notas 1
- Calcyopa[5]: Notas 1
- Calicha
- Calichodes
- Callhistia
- Callocasta
- Catoria
- Chesiadodes
- Chorodna
- Chrysoblephara
- Cleora
- Cleorodes
- Colocleora
- Coremecis
- Craspedosis
- Crocota
- Cryptomedasina
- Cusiala
- Dalima
- Darisa
- Dasyboarmia
- Dasyfidonia[5]: Notas 1
- Dasypteroma[5]: Notas 1
- Deileptenia
- Deinotrichia
- Dilophodes
- Diplublephara
- Diplurodes
- Duliophyle
- Dyscheralcis
- Ecleora[5]: Notas 1
- Ectropidia
- Ectropis
- Ekboarmia[5]: Notas 1
- Ematurga
- †Eogeometer Fischer, Michalski & Hausmann, 2019[6]
- Ephalaenia
- Ephemerophila
- Epimecis[5]: Notas 1
- Erebomorpha
- Eubarnesia
- Eulycia
- Eumannia
- Eurranthis[5]: Notas 1
- Eutomopepla
- Exeliopsis
- Exelis[5]: Notas 1
- Fagivorina
- Gasterocome
- Glaucina[5]: Notas 1
- Glena[5]: Notas 1
- Glenoides[5]: Notas 1
- Harutaea
- Harutalcis
- Hesperumia[5]: Notas 1
- Heterarmia
- Heterogena
- Hulstina
- Hymenomima
- Hypomecis (incluyendo Boarmia)
- Hyposidra[5]: Notas 1
- Iridopsis[5]: Notas 1
- Ithysia
- Iulotrichia
- Jankowskia
- Krananda
- Lassaba
- Lipogya
- Lophobates
- Megalycinia
- Megametopon
- Melanchroia
- Melanolophia
- Melanoscia
- Menophra
- Microcalicha
- Milionia
- Myrioblephara
- Necyopa
- Neoalcis[5]: Notas 1
- Neofidonia
- Nigriblephara
- Nychiodes
- Odysia
- Ophthalmitis
- Orthofidonia
- Paraboarmia
- Paradarisa
- Parectropis
- Peribatodes
- Perigramma
- Phaselia
- Pherotesia
- Pholodes
- Phthonosema
- Phyllometra
- Physocleora
- Pimaphera[5]: Notas 1
- Pogonopygia
- Polyacme
- Praesos
- Prochasma
- Protoboarmia
- Pseudalcis
- Pseuderannis
- Pseudocoremia[5]: Notas 1
- Psilalcis
- Racotis
- Rikiosatoa
- Ruttellerona
- Satoblephara
- Sciadia[5]: Notas 1
- Scotorythra
- Selidosema
- Spartopteryx
- Stenoporpia[5]: Notas 1
- Synopsia
- Sysstema
- Tephronia
- Thoyowpongia
- Tornos[5]: Notas 1
- Xandrames
- Zanclomenophra
- Zanclopera
- Zermizinga
- Zernyia[5]: Notas 1

Algunos autores colocan los géneros Acrodontis y Xerodes (generalmente ubicados en Ennomini), así como Monocerotesa (generalmente en Macariini) bajo la tribu Boarmiini. A pesar de su nombre, "Boarmia" penthearia pertenece a Macariini.
En 2019, varios científicos alemanes descubrieron la primera oruga geométrida en ámbar del Báltico. Descrita como Eogeometer vadens, mide unos 5 mm (0,2 plg) y se estima que tiene 44 millones de años de edad, remontándose a la época del Eoceno. Se describió como la evidencia más temprana de la subfamilia Ennominae, particularmente de la tribu Boarmiini.